# Николич, Йован
Йован Николич (черног. Јован Николић / Jovan Nikolić; род. 21 июля 1991, Никшич) — черногорский футболист, полузащитник клуба «Титоград». Выступал за молодёжную сборную Черногории.

## Клубная карьера
С 2008 года играл в молодёжном составе «Будучности». Дебютировал в основном составе в сезоне 2008/09. Йован играл за «Будучност» два последующих сезона, однако шесть месяцев был в аренде в «Сутьеске» в сезоне 2010/11. Николич выходил на поле в обоих матчах Будучности в квалификации Лиге Европы 2009/10 и 2010/11.
Летом 2011 года уехал в Сербию играть за «Хайдук». Дебютировал за новый клуб Йован 21 августа 2011 года в матче сербской супер лиги против команды «Борча».
В зимнее межсезонье 2011/12 Николич вернулся в Черногорию и подписал контракт с «Сутьеской».

## Международная карьера
С 2009 по 2011 годы Йован регулярно вызывался в сборную Черногории (до 19 лет). А с 2010 года играет в молодёжной сборной.

## Достижения
- Чемпион Черногории (2): 2012/13, 2013/14